# Herzogstandbahn

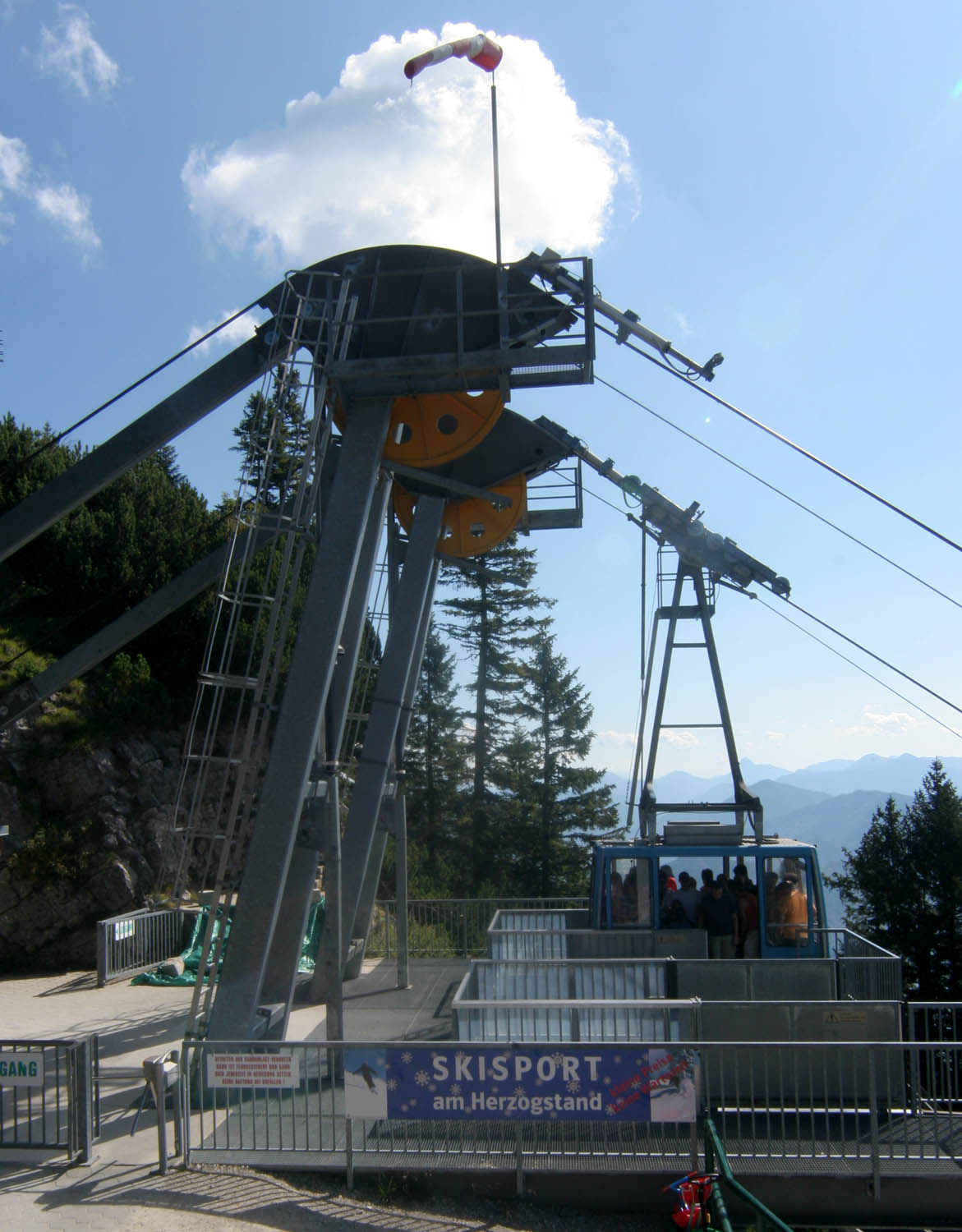
Bergstation der Herzogstandbahn

Die Herzogstandbahn ist eine 1994 als Ersatz für einen Sessellift in Betrieb genommene 1388,35 Meter lange Luftseilbahn auf dem Berg Herzogstand in den Bayerischen Voralpen. Sie führt in zwei Kabinen von Walchensee (Kochel am See) (Talstation 809 m ü. NN) auf den Fahrenberg (1600 m ü. NN). Gesellschafter der Herzogstandbahn GmbH sind zu 51 % Gemeinde Kochel a. See und zu 49 % die Sparkasse Bad Tölz-Wolfratshausen. 
Die Herzogstandbahn verwendet ein Tragseil mit 42 mm, ein Zugseil mit 20 mm und ein Gegenseil mit 21 mm Durchmesser. Der Antrieb erfolgt mit einem 185 Kilowatt starken Motor in der Talstation. Die Herzogstandbahn verfügt über 2 Stützen, die 28 und 24 Meter hoch sind. Die Fahrzeit der Bahn, die eine Spitzengeschwindigkeit von 8 m/s hat, beträgt vier Minuten.
Erbaut wurde die Bahn vom Südtiroler Unternehmen Hölzl Seilbahnbau. Im Jahr 2018 wird in eine neue Steuerungsanlage investiert sowie alle elektro- und sicherheitstechnischen Einrichtungen, die elektrischen Leitungen und auch die Signalübertragungsanlage erneuert. Für die Umsetzung dieser 500.000-Euro-Investition war die Bahn vom 8. Januar bis zum 23. März 2018 außer Betrieb.
Am zuvor bestehenden, 1954 eröffneten Sessellift kam es am 20. März 1955 zu einem tragischen Unfall, als das nur oberflächlich kontrollierte Förderseil riss. Dabei kamen 2 Menschen zu Tode, 6 wurden z. T. schwer verletzt.